# Paulo Henrique Paes Landim
Paulo Henrique Paes Landim (São João do Piauí, 14 de maio de 1938 - 16 de outubro de 2022) foi um médico e político brasileiro, outrora deputado estadual pelo Piauí.

## Dados biográficos
Filho de Francisco Antônio Paes Landim Neto e Natália Ferreira Paes Landim. Cursou Medicina em Salvador e dirigiu a 11ª Regional de Saúde em São João do Piauí e o Hospital Regional de São Raimundo Nonato.
Seu pai foi eleito deputado estadual em 1947 pela UDN e seu irmão, Luiz Gonzaga Paes Landim, foi eleito para o mesmo posto em 1978, 1982 e 1986, sendo que neste último ano ele e Paulo Henrique aderiram a Alberto Silva, candidato a governador pelo PMDB, embora Freitas Neto (PFL) fosse o candidato da família. Tamanho apoio rendeu ao outro irmão, Murilo Antônio Paes Landim, o cargo de secretário de Administração após a vitória de Silva e o ingresso do ramo dissidente da família no PDC onde Paulo Henrique foi eleito deputado estadual em 1990 em substituição a Luiz Gonzaga reelegendo-se pelo PFL em 1994, 1998 e 2002. Foi secretário de Saúde nos primeiros meses do segundo governo Hugo Napoleão.
Após migrar para o PTB disputou a reeleição para deputado estadual em 2006 concorrendo contra Luiz Gonzaga Paes Landim (PSB), mas ambos foram derrotados. A eleição de Xavier Neto para o Tribunal de Contas do Estado e a cassação do primeiro suplente por infidelidade partidária garantiram um novo mandato a Paulo Henrique Paes Landim, que mesmo efetivado desistiu de buscar a reeleição em 2010 preferindo apoiar sua irmã, Amparo Paes Landim.
Sua primeira esposa, Maria José de Oliveira Paes Landim, foi eleita prefeita de São João do Piauí em 1982. É irmão de José Francisco Paes Landim, eleito deputado federal pelo Piauí entre 1986 e 2014. Estava casado com Benedita Guerra Cavalcante.